# 巴雷
巴雷（法語：Barret，法語發音：[baʁɛ]）是法国夏朗德省的一个市镇，位于该省西南部，属于干邑区。

## 地理
巴雷（45°29'22"N, 0°12'18"W）面积22.37 平方千米，位于法国新阿基坦大区夏朗德省，该省份为法国西部内陆省份，北起德塞夫勒省和维埃纳省，东临上维埃纳省，东南至多尔多涅省，南至多爾多涅省，西接滨海夏朗德省。
与巴雷接壤的市镇（或旧市镇、城区）包括：巴伯济约-圣伊莱尔、甘村、拉谢斯、内河畔拉加尔德、圣欧仁、蒙梅拉克。

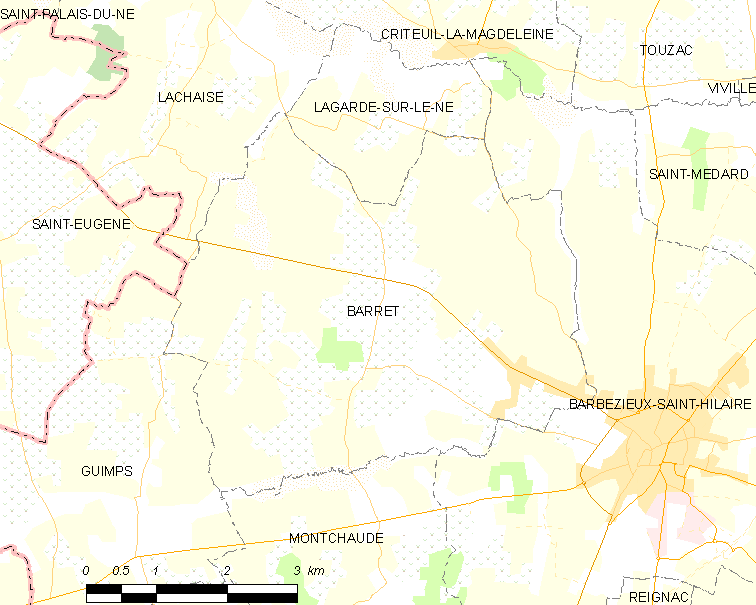
巴雷的OSM定位图

巴雷的时区为UTC+01:00、UTC+02:00（夏令时）。

## 行政
巴雷的邮政编码为16300，INSEE市镇编码为16030。

## 政治
巴雷所属的省级选区为夏朗德南县。

## 人口

1962-2008年间巴雷人口变化图示

巴雷于2022年1月1日时的人口数量为1092人。